# 天主教克罗托内-圣塞韦里娜总教区
天主教克罗托内-圣塞韦里娜总教区（拉丁語：Archidioecesis Crotonensis-Sanctae Severinae）是罗马天主教在意大利南部卡拉布里亚大区设立的一个总教区。目前是天主教卡坦扎罗-斯奎拉切总教区的附属教区。克罗托内教区成立于公元6世纪。
現任總主教為安傑洛·辣法耳·潘澤塔，榮休總主教為道明·格拉齊亞尼。